# Laqab
El laqab es parte del nombre árabe, un sobrenombre. Estos pueden incluir desde defectos físicos a títulos honoríficos de personajes importantes, como califas o chambelanes. ::v.g. Al Mansur, el victorioso; Al Ahdab, el jorobado; Al Tauil, el largo.